# 熱飛船
熱飛行船（英語：Thermal Airship）是藉由提升內裝氣體的的溫度以降低其密度來產生升力的飛行船。現存大部分的熱飛行船內裝載的都是空氣，如同熱氣球一樣。一些熱飛行船設計成使用輕於空氣的氣體，並加熱其中一部份（通常封在封閉空間裡）來增加額外升力。
第一艘知名的熱飛行船是由Don Cameron（聯合王國人）所製的Cameron D-96，在1973年公開。這花費了3年時間來開發。